# Bursa Węgierska w Krakowie
Bursa Węgierska – istniejąca w latach 1464-1540 bursa dla węgierskich studentów Uniwersytetu Krakowskiego przy ul. Brackiej 5. Wcześniej, około 1460 mieszkał tutaj Jan Długosz. Obecnie na kamienicy znajduje się tablica upamiętniająca bursę.